# Quxian shenyin shu Xiuzhuan
Der Abschnitt Xiuzhuan (chinesisch 修馔) des Buches Quxian shenyin shu (chinesisch 臞仙神隱書 / 臞仙神隐书, Pinyin Quxian shenyin shu – „"Aufzeichnungen des mageren Eremiten"“) von Zhu Quan (朱权/朱權) (1378–1448) aus der Zeit der Ming-Dynastie, das häufig auch kurz Shenyin (神隐) genannt wird, liefert wichtige Informationen zur Lebensmittelverarbeitung und ist eine wichtige Quelle zur Geschichte der chinesischen Ess- und Trinkkultur.
Das Quxian shenyin shu umfasst 4 juan. Weil der Verfasser der siebzehnte Sohn des ersten Kaisers der Ming-Dynastie war und ihm der Kaiser den Titel Ning wang (宁王) verlieh und er nach seinem Tod den posthumen Ehrentitel „xian 献“ verliehen bekam, heißt er in historischen Werken über die Ming-Dynastie „Ning xian wang 宁献王“. Zhu Quan bezeichnete sich in seinen letzten Jahren selbst als „Quxian 臞仙“ (d. h. als mageren Eremiten), deswegen wird das Buch über die Belanglosigkeiten des Alltagslebens der zurückgezogen lebenden und die Selbstkultivierung praktizierenden Person „Quxian shenyin shu“ (臞仙神隐书; „Buch des mageren Eremiten“) genannt.
Nach Mondmonaten angeordnet, wird darin Monat auf Monat verzeichnet, wie man Bäume pflanzt, wie man Blumen und Früchte, Gemüse sowie medizinische Kräuter anbaut, außerdem werden Methoden der Lebensmittelverarbeitung geschildert.
Im Abschnitt Xiuzhuan (修馔; „Lebensmittelverarbeitung“) werden über 150 Verarbeitungs- und Zubereitungsarten für Erzeugnisse aus der Landwirtschaft und des bäuerlichen Nebengewerbes berichtet. Überwiegend wird darin die Herstellung von jiang-Produkten (Sojasoße u. a.) und Essig, das Kandieren von Früchten, die Herstellung bestimmter käseartiger Molkereiprodukte, in Reisweintrester marinierter Fisch, das Einlegen von Krabben, das Pökeln von Fleisch, die Herstellung von Melonen-Pickles beschrieben. Es ist sehr praktisch orientiert. Teilweise wird der Inhalt aus älteren Werken wie dem Nongsang yishi cuoyao (农桑衣食撮要) und dem Jujia biyong shilei quanji (居家必用事类全集) zitiert.
Auch sein Abschnitt Guītián zhī zhī (归田之汁) ist für die Geschichte der chinesischen Ess- und Trinkkultur von Interesse.

## Zaju-Autor
Von Zhu Quan sind auch zwei zájù-Arien (chinesisch 雜劇 / 杂剧) überliefert: das Stück Chongmozi dubu daluotian (冲漠子独步大罗天 "Meister Chongmo steigt allein zum Daluo-Himmel auf"), auch kurz Daluotian 大罗天 genannt, und das Zhuo Wenjun siben Xiangru 卓文君私奔相如 "Zhuo Wenjun brennt mit ihrem Geliebten [Sima] Xiangru durch", auch kurz Siben Xiangru 私奔相如 genannt. Beide sind im Guben Yuan Ming zaju 孤本元明杂剧 (‚Kompendium von  zaju-Arien der Yuan und Ming-Zeit‘) enthalten.

## Ausgaben
Der Abschnitt über Lebensmittelverarbeitung (Xiuzhuan 修馔) ist auch in dem japanischen Sammelwerk Chugoku shokkei sosho enthalten.